# Stephanie LeDrew
Stephanie LeDrew –también conocida por su nombre de casada Stephanie Mumford– (Corner Brook, 6 de junio de 1984) es una deportista canadiense que compitió en curling.
Ganó dos medallas en el Campeonato Mundial de Curling, en los años 2013 y 2014.

## Palmarés internacional
| Campeonato Mundial | Campeonato Mundial  | Campeonato Mundial | Campeonato Mundial |
| Año                | Lugar               | Medalla            | Prueba             |
| ------------------ | ------------------- | ------------------ | ------------------ |
| 2013               | Riga (Letonia)      | Medalla de bronce  | Equipo             |
| 2014               | Saint John (Canadá) | Medalla de plata   | Equipo             |